# Josefa Salas Mateo
Josefa Salas Mateo (Madri, 14 de Julho de 1860 — Madri, 27 de Fevereiro de 1973) foi uma supercentenária espanhola, Decana da Humanidade de 11 de Janeiro de 1970 até a data de seu falecimento, aos 112 anos e 228 dias. Sucedeu-lhe no título Alice Stevenson, de 112 anos de idade.